# Montserrat (eiland)
Montserrat is een eiland in de Caribische Zee, ten zuidwesten van Antigua en ten noordwesten van Guadeloupe. Het maakt deel uit van de Bovenwindse Eilanden van de Kleine Antillen en valt als overzees gebiedsdeel onder de soevereiniteit van het Verenigd Koninkrijk.
Het eiland is in 1493 ontdekt door Christoffel Columbus, en werd door hem genoemd naar het klooster van Montserrat bij Barcelona. In 1632 werd het door Engelsen en Ieren bevolkt. Van 1871 tot 1956 behoorde het tot de Federatie van Benedenwindse Eilanden. In 1958 werd het lid van de West-Indische Federatie. Nadat de federatie in 1962 uiteen viel, besloten de eilandbewoners een Britse kroonkolonie te blijven.
Door een uitbarsting van de vulkaan Soufrière, die op 18 juli 1995 begon, is een groot deel van het eiland verwoest en is meer dan twee derde van de bevolking gevlucht. De vulkaanuitbarstingen bleven aanhouden. In 1997 moest de hoofdstad Plymouth worden opgegeven, en werd een tijdelijke regeringszetel gevestigd in Brades in het noordwesten. Grote delen van het eiland zijn nu onbewoonbaar. Deze liggen in de exclusion zone waar toegang toe verboden is.
De verdediging van het eiland is de verantwoordelijkheid van het Verenigd Koninkrijk.
Montserrat is een van de vier gebieden ter wereld die de feestdag St. Patrick's Day als nationale feestdag viert. De andere gebieden zijn Ierland, Noord-Ierland en de Canadese provincie Newfoundland en Labrador. Deze feestdag valt op 17 maart.

## Geschiedenis
Het eiland was oorspronkelijk bewoond door de Cariben die het Alliouagana, het land van het prikkende struikgewas noemden, hetgeen vermoedelijk een referentie was naar Aloë vera. In 1493 werd het eiland ontdekt door Christoffel Columbus, en werd door hem genoemd naar het klooster van Montserrat op de gelijknamige berg bij Barcelona.

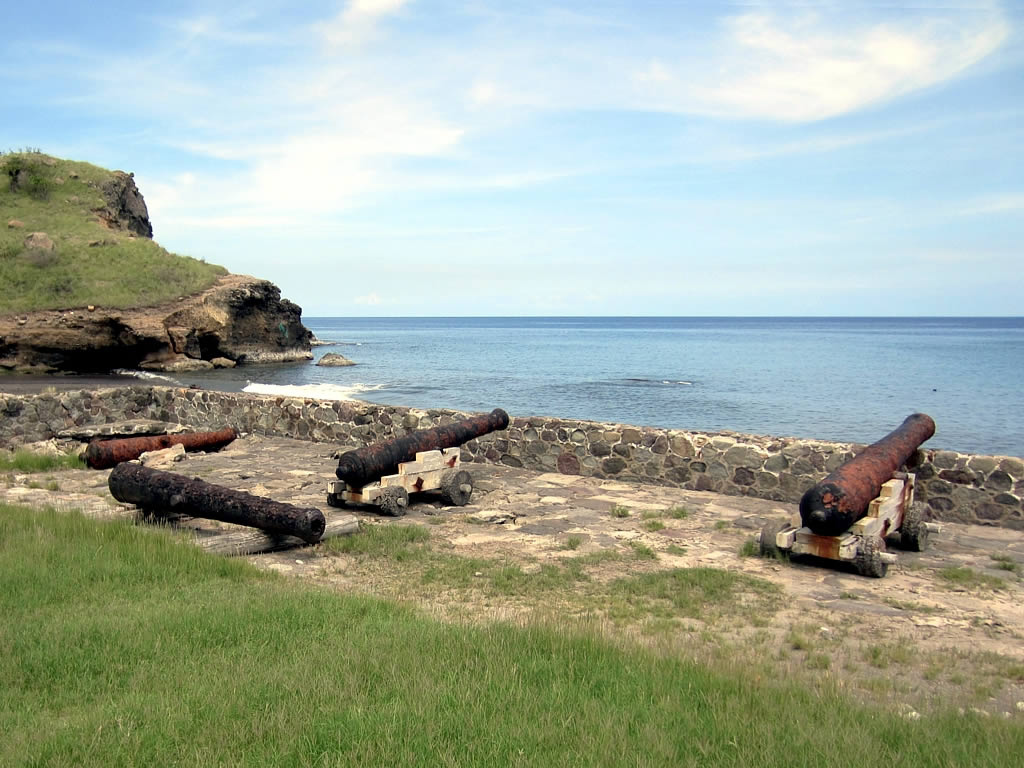
Kanonnen op Carr's Bay

In 1632 werd Montserrat gekoloniseerd door Engelsen en Ieren uit Saint Kitts. Een groot deel van de Ieren waren contractarbeiders. Het aantal Ieren nam toe door de vervolging van de Ierse katholieken. In 1644 werd het eiland veroverd door Frankrijk. Montserrat werd heroverd, maar wijzigde verschillende malen van eigenaar tussen Frankrijk en het Verenigd Koninkrijk. In 1651 werd het een plantagekolonie op basis van slavernij, en produceerde voornamelijk suikerriet. In 1678 was het eiland bewoond door 1.900 Ieren die de helft van de bevolking uitmaakten. Gedurende de 17e eeuw vertrok van de inheemse bevolking van het eiland.
In 1768 organiseerde de slaaf Cudjoe een slavenopstand die op St. Patrick's Day had moeten plaatsvinden. Het plan werd ontdekt, en Cudjoe werd onthoofd. Het dorp Cudjoe Head werd later gesticht rond de plek waar zijn hoofd was tentoongesteld. Tijdens het St. Patrick's Day festival wordt de opstand ook herdacht. In 1783 werd Montserrat aan het Verenigd Koninkrijk toegekend.

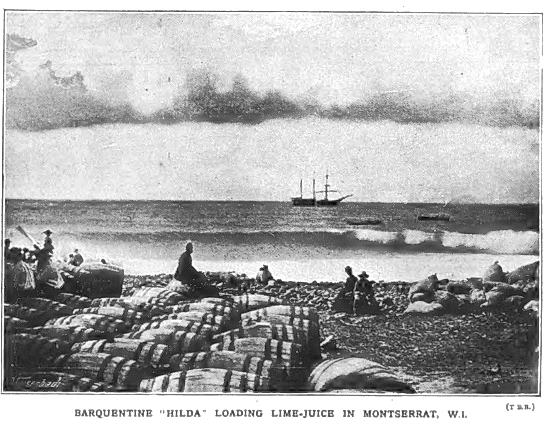
Limoenen voor export (1895)

In 1834 werd de slavernij op Montserrat afgeschaft. De suikerindustrie werd verlaten, en er werd voornamelijk op kleinere schaal limoen en katoen verbouwd. Van 1871 tot 1956 behoorde het tot de Federatie van Benedenwindse Eilanden. In 1952 waren de eerste verkiezingen met algemeen kiesrecht. In 1958 werd het lid van de West-Indische Federatie. Nadat de federatie in 1962 uiteen viel, besloten de eilandbewoners een Britse kroonkolonie te blijven.
In de jaren 1960 begon het toerisme in Montserrat. Het eiland wilde zijn karakter behouden, en massatoerisme werd vermeden. De nadruk lag op residentieel toerisme door luxe villawijken te bouwen waar rijkere Amerikanen en Europeanen konden verblijven. In 1979 bouwde George Martin, de producer van The Beatles, een opnamestudio in Olveston. In 1987 kwam onafhankelijkheid op de politieke agenda.

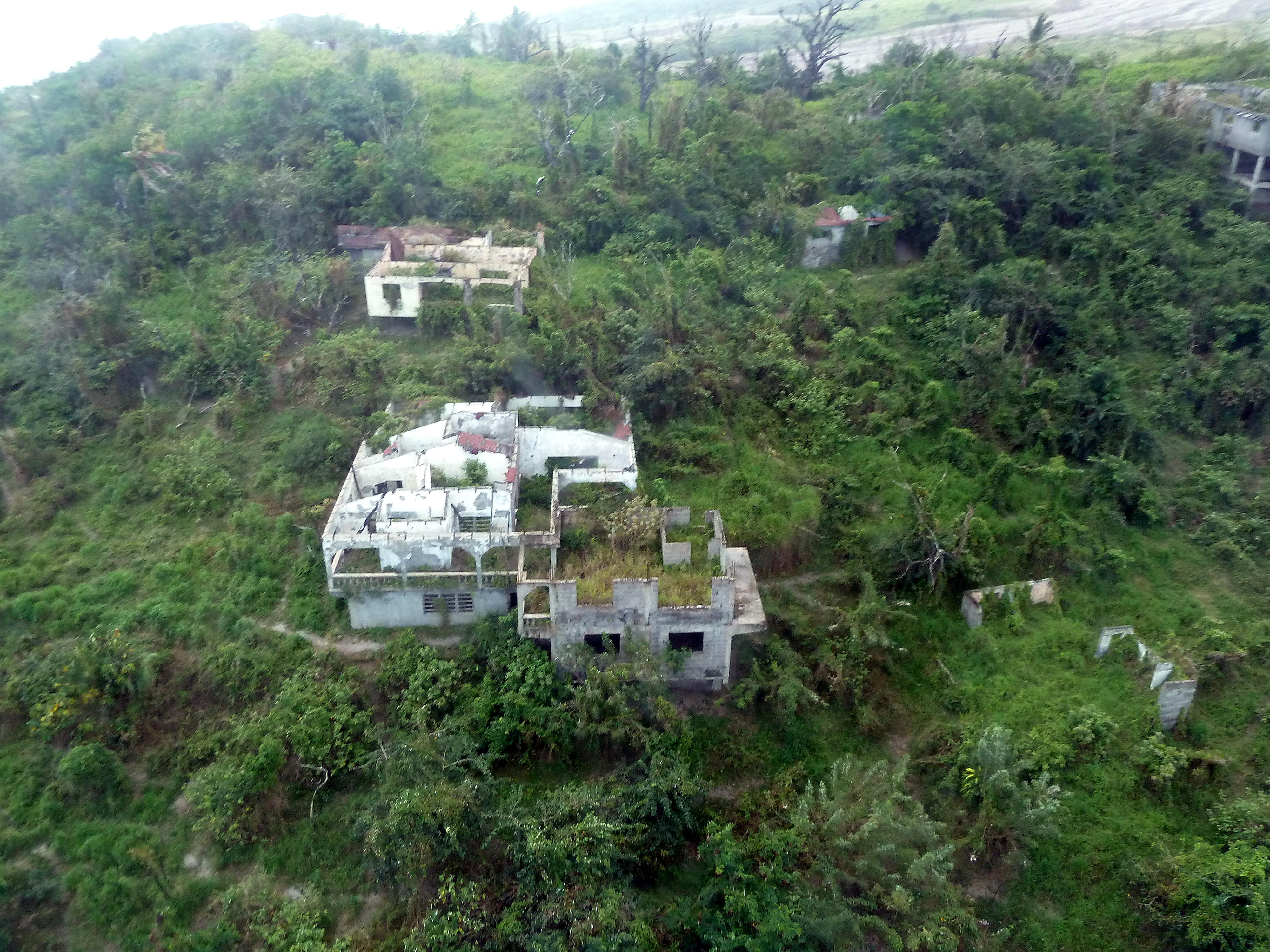
Verlaten huizen in Harris (2012)

In 1989 werd Montserrat getroffen door orkaan Hugo, en werden 20% van de huizen volledig verwoest en de meeste beschadigd. Meer dan 2.500 inwoners waren dakloos en er braken ziektes uit. Binnen vijf jaar slaagde Montserrat er in het eiland weer op te bouwen. Het inwonersaantal steeg tot boven de 10.000.
Op 18 juli 1995 barstte de Soufrière-vulkaan uit, na eeuwen te hebben geslapen. Er vielen geen doden, maar een gedeelte van het eiland werd op 3 april 1996 geëvacueerd. In juni 1997 vond een tweede grote uitbarsting plaats waarbij de hoofdstad Plymouth werd vernietigd en 17 doden vielen. Ongeveer twee derde van het eiland met uitzondering van het noorden is verboden toegang.
Het inwonersaantal van Montserrat daalde van 11.500 naar 5.000. De meeste inwoners zijn vertrokken naar het Verenigd Koninkrijk, Antigua en naburige eilanden. De overheid verhuisde naar Brades. In 2005 opende John A. Osborne Airport als nieuw vliegveld. In 2009 werden reguliere vluchten hersteld, en vaart er een reguliere veerboot van Little Bay naar Antigua.

## Geografie
Het hoogste punt is de vulkaan Soufrière in het vulkanische complex van Soufrière Hills. Voor de uitbarsting van 1995 was Chances Peak de hoogste berg met 915 meter. Soufrière is niet stabiel, en de schatting van de hoogte varieert van 1.084 tot 1.089 meter. Het eiland is geheel ontstaan door vulkanisme. Montserrat bevat zeven actieve vulkanen.

### Vulkanisme
De vulkaan Soufrière bevindt zich op het zuidelijke gedeelte van het eiland. Dit gedeelte is tevens het vruchtbaarst en heuvelachtigst. Na de gevaarlijke uitbarstingen van de Soufrière na 1995 is dit zuidelijke gedeelte onbewoonbaar en de toegang verboden verklaard. Een klein gedeelte aan de westkust is alleen overdag bewoonbaar. De rest van het eiland (het noorden) is wel vrij toegankelijk. Dit gedeelte beslaat ongeveer één derde van het gehele eiland.
Nadat de Soufrière in 1995 actief begon te worden werd een instituut opgericht dat de vulkaan in de gaten zal houden: de Montserrat Volcano Observatory (MVO). Op de site van dat instituut kunnen inwoners van Montserrat bijhouden hoe het staat met de veiligheid met betrekking tot de vulkaan.
Daarnaast is ook het directe watergebied rond de zuidkust van Montserrat als gevaarlijk aangegeven, vanwege mogelijke onderzeese lavastromen.

### Biodiversiteit, flora en fauna
De uitbarsting van de vulkaan van Montserrat was een bedreiging voor de endemische fauna en flora van Montserrat.
Soorten als de Montserrattroepiaal en anolissen zagen hun habitat kleiner worden.
Naast de endemische soorten van Montserrat komen planten als de Heliconia caribaea en Philodendron giganteum ook op de andere bergachtige antillen voor.

### Klimaat
Montserrat kent een tropisch klimaat, met temperaturen tussen 23 en 30 °C, zonder uitgesproken regenperioden of droge perioden.

## Politiek
Montserrat is een Brits overzees gebied (voorheen kroonkolonie) en is daarmee semi-onafhankelijk. Het was een van de grotere overzeese gebieden, en daarmee heeft Montserrat in tegenstelling tot gebieden als Sint-Helena en de Pitcairneilanden wel een eigen grote raad en politieke partijen.
Minister-president van Montserrat sinds 2014 is Donaldson Romeo, de gouverneur-generaal sinds 2015 is Elizabeth Carriere.
Montserrat telt drie partijen (2014):
- de People's Democratic Movement (PDM) van premier Donaldson Romeo
- de Movement for Change and Prosperity (MCAP)
- de Montserrat Democratic Party (MDP)

Het juridische systeem op Montserrat is gebaseerd op de Engelse common law. De rechtbank (de Eastern Caribbean Supreme Court) bevindt zich in Saint Lucia.

## Bestuurlijke indeling

St. Anthony (blauw)
St. Georges (groen)
St. Peter (rood)

Montserrat is verdeeld in drie parishes: Saint Anthony, Saint Georges, en Saint Peter. Alleen Saint Peter is bewoond.

### Nederzettingen
- Brades (de hoofdstad de facto)
- Davy Hill
- Gerald's of Gerald's Park
- Little Bay
- Look Out
- Olveston
- Plymouth (officiële hoofdstad, verlaten)
- Saint John's
- Saint Peter's
- Salem

### Basisscholen
- Government Primary Schools, in Brades,
- Look Out Primary, in Look Out,
- St. Augustine Roman Catholic School in Palm Loop

## Economie
Het BNP wordt door de volgende sectoren ingenomen:
- landbouw (vooral kool, wortelen, komkommers, tomaten, uien, paprika's en dierlijke producten): 5,4%
- industrie (vooral rum, textiel en elektronische apparaten): 13,6%
- diensten (vooral toerisme) 81% (1996)

Montserrat heeft tevens een eigen bank: Bank of Montserrat. De bank is gevestigd in Brades, net zoals de enige andere bank die gevestigd is op Montserrat: Royal Bank of Canada. De munteenheid is de Oost-Caribische dollar.

## Transport

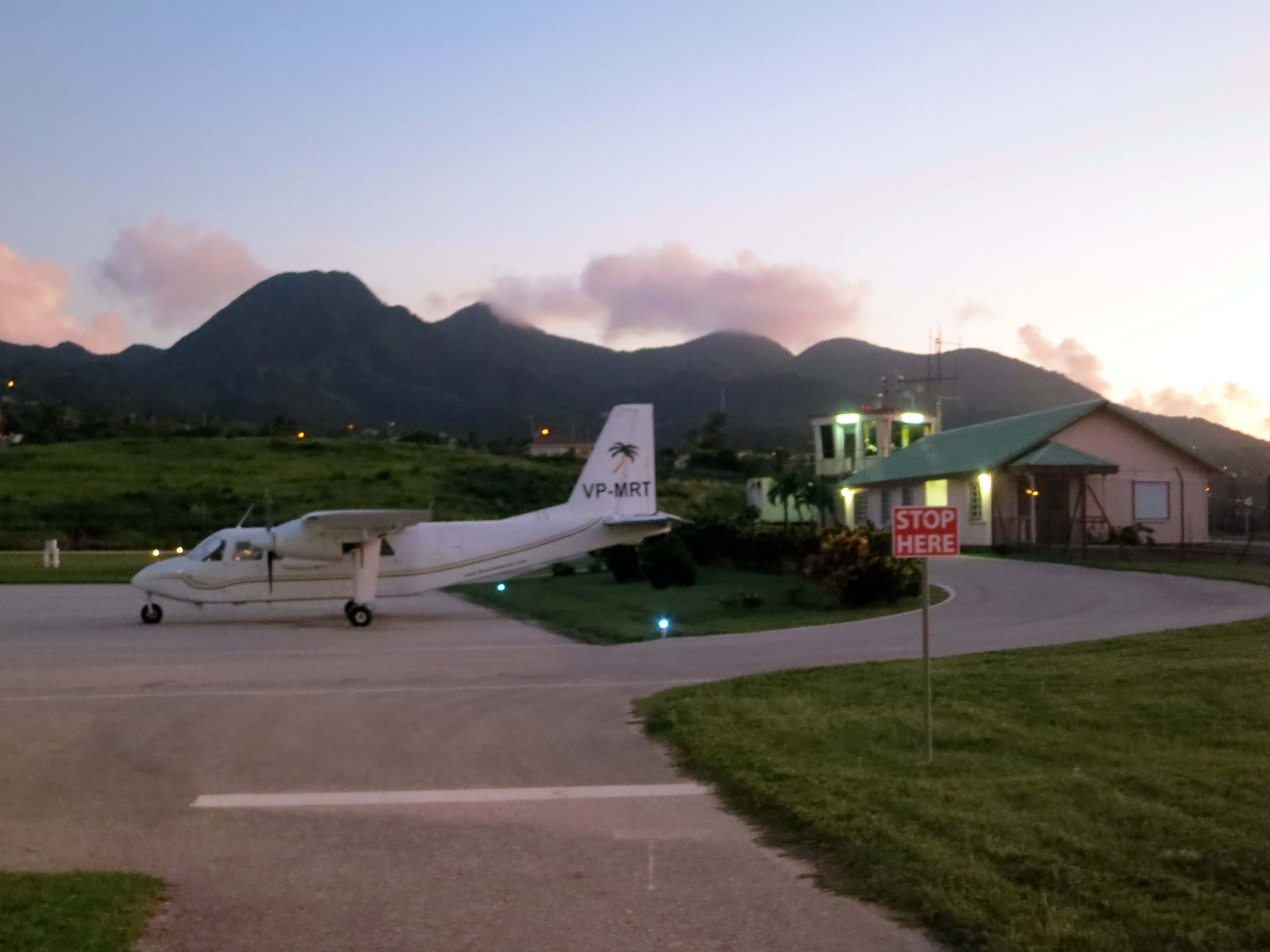
John A. Osborne Airport

Op het eiland zelf zijn er verharde wegen voor auto's.
In 2007 werd begonnen met de aanleg van een nieuwe veerboothaven in Little Bay. In 2009 werd de veerdienst naar Antigua hersteld, en in 2013 werd de nieuwe veerbootterminal geopend.
De luchthaven W. H. Bramble Airport, die zorgde dat de mensen het eiland op en af konden, werd in 1995 verwoest door de uitbarsting van de Soufrière. In de plaats daarvan zette de regering van Montserrat een veerpontdienst in naar Antigua. Voor noodgevallen bestond er een helikopterdienst. De veerdienst werd opgeheven na de opening in 2005 van het nieuwe vliegveld, John A. Osborne Airport, nabij het dorpje Gerald's Park.

## Voetbal
Montserrat is zelfstandig lid van de voetbalorganisaties FIFA en CONCACAF, en neemt met een eigen nationaal team aan landenwedstrijden deel.

In 2002 had Montserrat het laagst geklasseerde nationale team ter wereld (203e plaats). Op 30 juni 2002, de dag van de wereldfinale in Japan, speelde het nationale team van Montserrat in het Changlimithan Stadion in Thimphu tegen het nationale team van Bhutan (202e plaats), en verloor met 4 - 0 (zie: The Other Final).

## Trivia
Montserrat heeft zijn eigen domeinnaam extensie, namelijk '.ms'. Deze wordt onder meer gebruikt door Microsoft.   

## Afbeeldingen

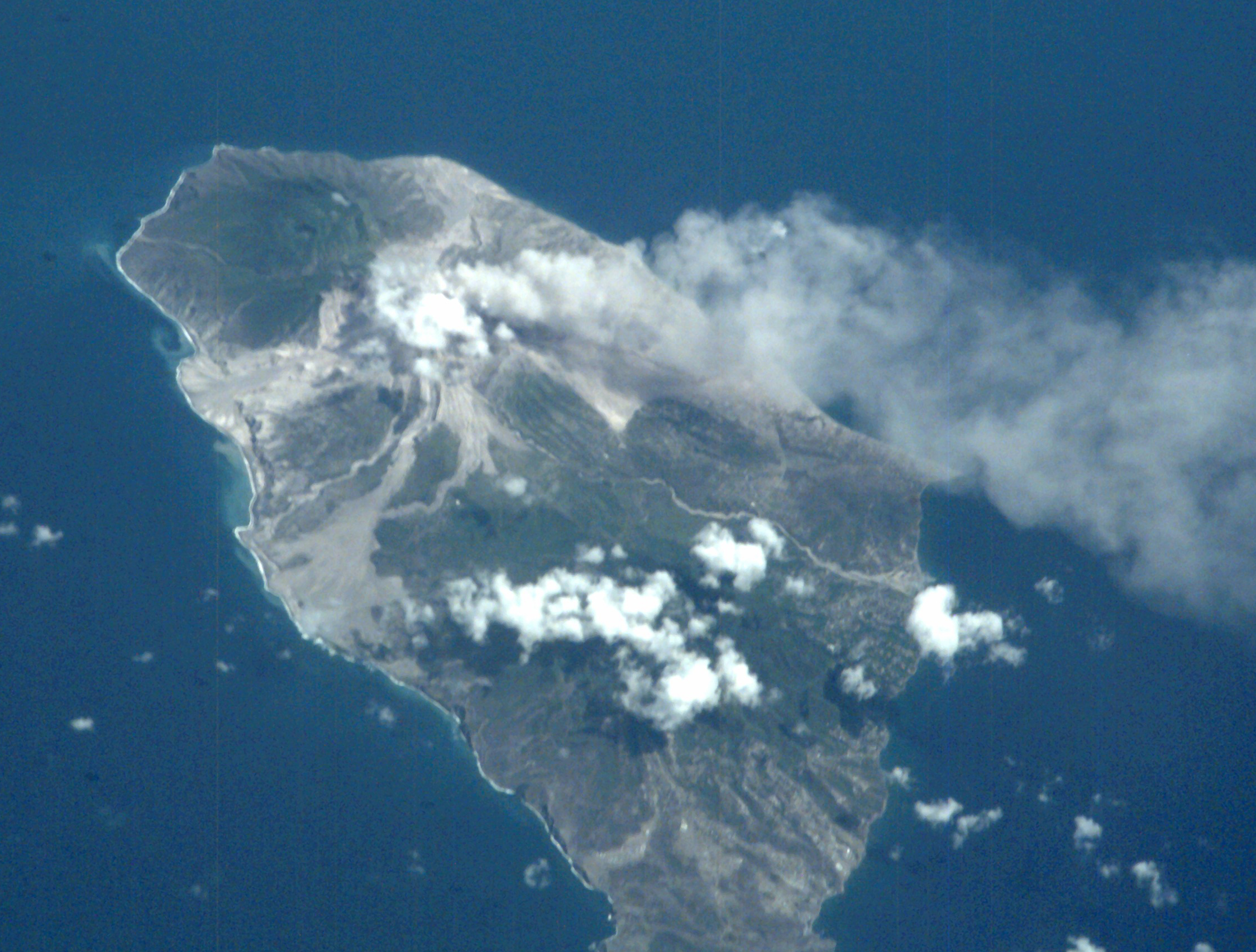
Montserrat
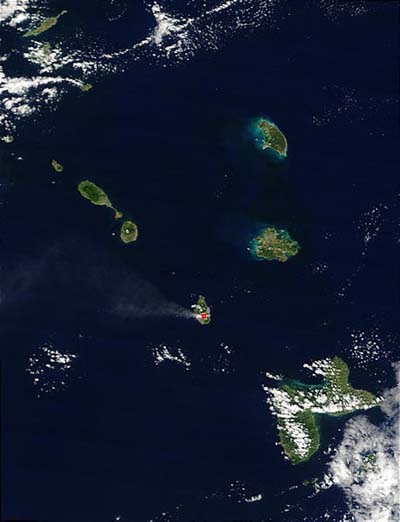
Montserrat
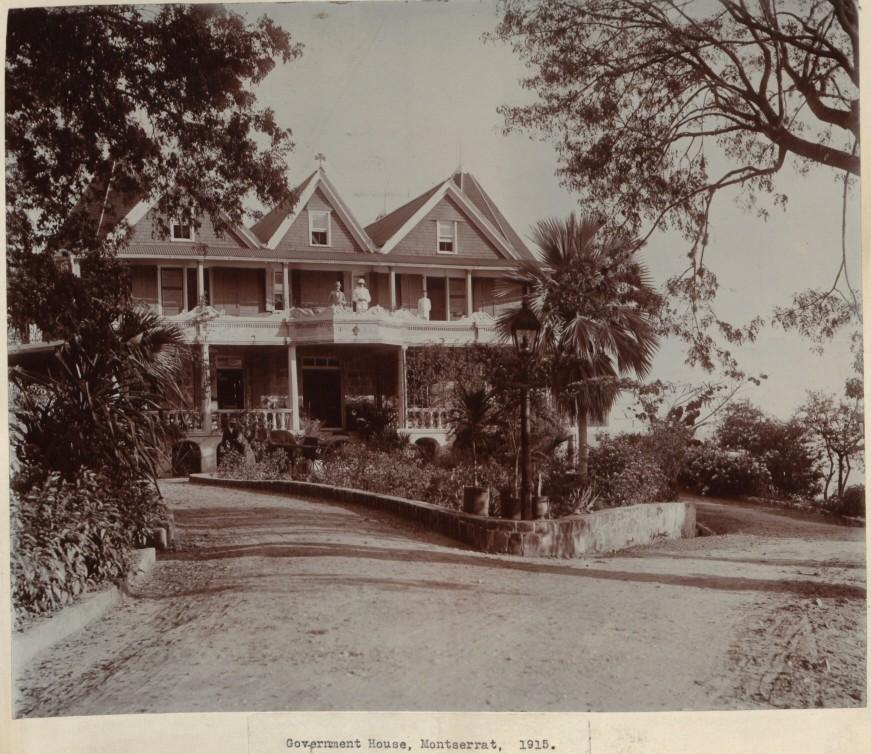
Gouvernementsgebouw (1915)
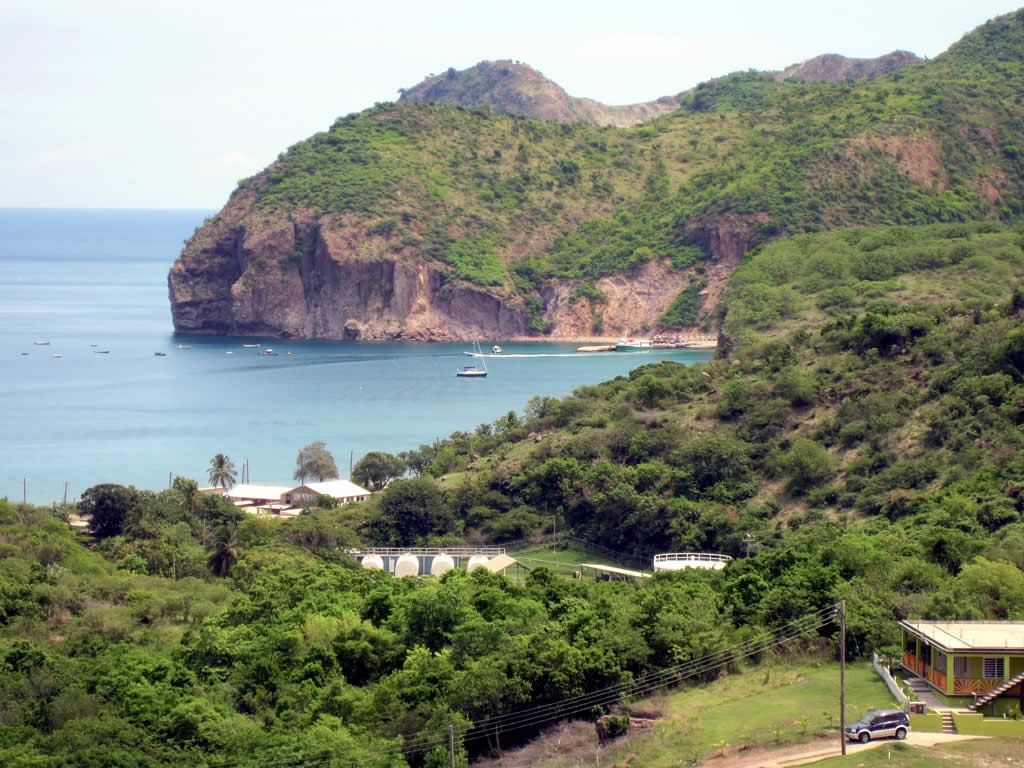
Little Bay (2011)

Antigua en Barbuda · Bahama's · Barbados · Belize · Canada · Costa Rica · Cuba · Dominica · Dominicaanse Republiek · El Salvador · Grenada · Guatemala · Haïti · Honduras · Jamaica · Mexico · Nicaragua · Panama · Saint Kitts en Nevis · Saint Lucia · Saint Vincent en de Grenadines · Trinidad en Tobago · Verenigde Staten

Land van het Koninkrijk der Nederlanden: Aruba · Curaçao · Sint Maarten

Nederlands openbaar lichaam: Bonaire · Sint Eustatius · Saba

Frans overzees departement: Guadeloupe · Martinique

Overzees gebied van het Verenigd Koninkrijk: Anguilla · Bermuda · Britse Maagdeneilanden · Kaaimaneilanden · Montserrat · Turks- en Caicoseilanden

Overige gebieden: Amerikaanse Maagdeneilanden · Clipperton · Groenland · Puerto Rico · Saint-Barthélemy · Saint-Martin · Saint-Pierre en Miquelon
Akrotiri en Dhekelia · Anguilla · Bermuda · Brits Antarctisch Territorium · Brits Indische Oceaanterritorium · Britse Maagdeneilanden · Falklandeilanden · Gibraltar · Kaaimaneilanden · Montserrat · Pitcairneilanden · Sint-Helena, Ascension en Tristan da Cunha · Turks- en Caicoseilanden · Zuid-Georgia en de Zuidelijke Sandwicheilanden
Brits Kroonbezit: Guernsey · Jersey · Man
 Antigua en Barbuda ·  Bahama's ·  Barbados ·  Belize ·  Dominica ·  Grenada ·  Guyana ·  Haïti ·  Jamaica ·  Montserrat ·  Saint Kitts en Nevis ·  Saint Lucia ·  Saint Vincent en de Grenadines ·  Suriname ·  Trinidad en Tobago